# مایدان (شهرستان لسکو)
مایدان (به لاتین: Majdan) یک روستا در لهستان است که در گمینا چیسنا واقع شده‌است. مایدان ۱۰۰ نفر جمعیت دارد.